# Auguste Mermet
Auguste Mermet (Brussel·les, 5 de gener de 1810 – París, 4 de juliol de 1889), fou un compositor francès del Romanticisme.
Fou deixeble de Lesueur i de Halévy, i va escriure diverses òperes, que es representaren amb escàs èxit, entre elles les titulades La bannière du roi (Versalles, 1835); Le roi David (París, 1846), i Jeanne d'Arc (París, 1876).